# PGF
PGF (англ. Placental growth factor) – білок, який кодується однойменним геном, розташованим у людей на короткому плечі 14-ї хромосоми. Довжина поліпептидного ланцюга білка становить 221 амінокислот, а молекулярна маса — 24 789.
| 10         |  | 20         |  | 30         |  | 40         |  | 50         |
| ---------- |  | ---------- |  | ---------- |  | ---------- |  | ---------- |
| MPVMRLFPCF |  | LQLLAGLALP |  | AVPPQQWALS |  | AGNGSSEVEV |  | VPFQEVWGRS |
| YCRALERLVD |  | VVSEYPSEVE |  | HMFSPSCVSL |  | LRCTGCCGDE |  | NLHCVPVETA |
| NVTMQLLKIR |  | SGDRPSYVEL |  | TFSQHVRCEC |  | RHSPGRQSPD |  | MPGDFRADAP |
| SFLPPRRSLP |  | MLFRMEWGCA |  | LTGSQSAVWP |  | SSPVPEEIPR |  | MHPGRNGKKQ |
| QRKPLREKMK |  | PERCGDAVPR |  | R          |  |            |  |            |

A: Аланін

C: Цистеїн

D: Аспарагінова кислота

E: Глутамінова кислота

F: Фенілаланін

G: Гліцин

H: Гістидин

I: Ізолейцин

K: Лізин

L: Лейцин

M: Метіонін

N: Аспарагін

P: Пролін

Q: Глутамін

R: Аргінін

S: Серин

T: Треонін

V: Валін

W: Триптофан

Кодований геном білок за функціями належить до факторів росту, мітогенів, білків розвитку. 
Задіяний у таких біологічних процесах, як ангіогенез, диференціація клітин, альтернативний сплайсинг. 
Білок має сайт для зв'язування з молекулою гепарину. 
Секретований назовні.